# Divizia D 2002-2003
Sezonul 2002-2003 al Diviziei D de Fotbal a fost cea de-a 61-a ediție a Ligii a IV-a, al patrulea nivel al sistemului de ligi ale fotbalului românesc. Între 1997-2006 a purtat denumirea de Divizia D. Campionii fiecărei asociații județene au promovat în Divizia C fără play-off de promovare.

## Campionate județene
| - Alba (AB) - Arad (AR) - Argeș (AG) - Bacău (BC) - Bihor (BH) - Bistrița-Năsăud (BN) - Botoșani (BT) - Brașov (BV) - Brăila (BR) - București (B) - Buzău (BZ) | - Caraș-Severin (CS) - Călărași (CL) - Cluj (CJ) - Constanța (CT) - Covasna (CV) - Dâmbovița (DB) - Dolj (DJ) - Galați (GL) - Giurgiu (GR) - Gorj (GJ) - Harghita (HR) | - Hunedoara (HD) - Ialomița (IL) - Iași (IS) - Ilfov (IF) - Maramureș (MM) - Mehedinți (MH) - Mureș (MS) - Neamț (NT) - Olt (OT) - Prahova (PH) | - Satu Mare (SM) - Sălaj (SJ) - Sibiu (SB) - Suceava (SV) - Teleorman (TR) - Timiș (TM) - Tulcea (TL) - Vaslui (VS) - Vâlcea (VL) - Vrancea (VN) |

### Arad
| Loc | Echipa               | MJ | V  | E | Î  | GM  | GP  | DG   | Pct | Promovare sau retrogradare             |
| --- | -------------------- | -- | -- | - | -- | --- | --- | ---- | --- | -------------------------------------- |
| 1   | Șiriana Șiria (C, P) | 30 | 23 | 3 | 4  | 113 | 26  | +87  | 72  | Promotion to Divizia C                 |
| 2   | Victoria Nădlac      | 30 | 22 | 3 | 5  | 62  | 31  | +31  | 69  |                                        |
| 3   | Olimpia Bârzava      | 30 | 20 | 5 | 5  | 78  | 32  | +46  | 65  |                                        |
| 4   | Voința Macea         | 30 | 20 | 2 | 8  | 65  | 31  | +34  | 62  |                                        |
| 5   | Comera Arad          | 30 | 18 | 6 | 6  | 84  | 39  | +45  | 60  |                                        |
| 6   | Gloria Arad          | 30 | 15 | 3 | 12 | 76  | 48  | +28  | 48  |                                        |
| 7   | Mureșul Zădăreni     | 30 | 12 | 7 | 11 | 45  | 47  | −2   | 43  |                                        |
| 8   | Șoimii Pâncota       | 30 | 13 | 4 | 13 | 59  | 68  | −9   | 43  |                                        |
| 9   | Crișul Chișineu-Criș | 30 | 12 | 4 | 14 | 57  | 55  | +2   | 40  |                                        |
| 10  | Armonia Ineu         | 30 | 12 | 3 | 15 | 67  | 57  | +10  | 39  |                                        |
| 11  | Romvest Arad         | 30 | 10 | 4 | 16 | 59  | 63  | −4   | 34  |                                        |
| 12  | Universitatea Vinga  | 30 | 9  | 4 | 17 | 38  | 62  | −24  | 31  |                                        |
| 13  | Înfrățirea Iratoșu   | 30 | 9  | 1 | 20 | 40  | 72  | −32  | 28  |                                        |
| 14  | UAV Telecom Arad II  | 30 | 7  | 6 | 17 | 46  | 74  | −28  | 27  |                                        |
| 15  | Șoimii Lipova (R)    | 30 | 6  | 3 | 21 | 30  | 90  | −60  | 21  | Relegation to Arad County Championship |
| 16  | Crișana Sebiș (R)    | 30 | 3  | 0 | 27 | 25  | 148 | −123 | 9   | Relegation to Arad County Championship |

### Bacău
| Loc | Echipa                | MJ | V  | E | Î  | GM | GP | DG  | Pct | Promovare sau retrogradare              |
| --- | --------------------- | -- | -- | - | -- | -- | -- | --- | --- | --------------------------------------- |
| 1   | Willy Bacău (C, P)    | 28 | 23 | 2 | 3  | 86 | 26 | +60 | 71  | Promotion to Divizia C                  |
| 2   | Petrom Zemeș          | 28 | 20 | 2 | 6  | 86 | 23 | +63 | 62  |                                         |
| 3   | Comănești             | 28 | 17 | 3 | 8  | 72 | 31 | +41 | 54  |                                         |
| 4   | Pambac Bacău          | 28 | 15 | 3 | 10 | 73 | 29 | +44 | 48  |                                         |
| 5   | Subex Bacău           | 28 | 15 | 3 | 10 | 49 | 39 | +10 | 48  |                                         |
| 6   | Aerostar Bacău II     | 28 | 11 | 5 | 12 | 49 | 46 | +3  | 38  |                                         |
| 7   | Avântul Răcăciuni     | 28 | 11 | 5 | 12 | 48 | 47 | +1  | 38  |                                         |
| 8   | Consart Bacău         | 28 | 12 | 2 | 14 | 54 | 64 | −10 | 38  |                                         |
| 9   | Voința Podul Turcului | 28 | 11 | 4 | 13 | 46 | 48 | −2  | 37  |                                         |
| 10  | Recolta Ardeoani      | 28 | 10 | 5 | 13 | 55 | 75 | −20 | 35  |                                         |
| 11  | Avântul Căiuți        | 28 | 11 | 1 | 16 | 19 | 89 | −70 | 34  |                                         |
| 12  | Flamura Roșie Sascut  | 28 | 11 | 0 | 17 | 38 | 57 | −19 | 33  |                                         |
| 13  | Oituz Târgu Ocna      | 28 | 9  | 3 | 16 | 41 | 59 | −18 | 30  |                                         |
| 14  | Viitorul Tescani      | 28 | 8  | 3 | 17 | 43 | 95 | −52 | 27  |                                         |
| 15  | Dofteana              | 28 | 7  | 1 | 20 | 38 | 99 | −61 | 22  | Relegation to Bacău County Championship |
| 16  | Zimbrul Caraclău (D)  | 0  | 0  | 0 | 0  | 0  | 0  | 0   | 0   | Withdrew                                |

1. ↑  Zimbrul Caraclău withdrew in the first part of the season and all its results were canceled.

### Bihor
| Loc | Echipa                    | MJ | V  | E | Î  | GM  | GP  | DG   | Pct | Promovare sau retrogradare               |
| --- | ------------------------- | -- | -- | - | -- | --- | --- | ---- | --- | ---------------------------------------- |
| 1   | Minerul Ștei (C, P)       | 28 | 21 | 5 | 2  | 103 | 22  | +81  | 68  | Promotion to Divizia C after tie-breaker |
| 2   | Olimpia Salonta           | 28 | 21 | 5 | 2  | 102 | 27  | +75  | 68  | Qualification to tie-breaker             |
| 3   | Tileagd                   | 28 | 20 | 2 | 6  | 71  | 25  | +46  | 62  |                                          |
| 4   | Beiuș                     | 28 | 16 | 3 | 9  | 69  | 43  | +26  | 51  |                                          |
| 5   | Crișul Aleșd              | 28 | 14 | 4 | 10 | 63  | 40  | +23  | 46  |                                          |
| 6   | Lotus Băile Felix         | 28 | 15 | 7 | 6  | 65  | 26  | +39  | 46  |                                          |
| 7   | Romtrans Oradea           | 28 | 14 | 3 | 11 | 38  | 32  | +6   | 45  |                                          |
| 8   | Tricolorul Damore Alparea | 28 | 11 | 5 | 12 | 44  | 50  | −6   | 38  |                                          |
| 9   | Biharea Vașcău            | 28 | 10 | 5 | 13 | 35  | 52  | −17  | 35  |                                          |
| 10  | Petrolul Suplac           | 28 | 10 | 3 | 15 | 49  | 55  | −6   | 33  |                                          |
| 11  | Unirea Valea lui Mihai    | 28 | 8  | 3 | 17 | 48  | 72  | −24  | 27  |                                          |
| 12  | Bihoreana Marghita        | 28 | 8  | 3 | 17 | 29  | 69  | −40  | 27  |                                          |
| 13  | Crișana Tinca             | 28 | 6  | 6 | 16 | 39  | 71  | −32  | 24  |                                          |
| 14  | Oțelul Ștei               | 28 | 7  | 0 | 21 | 47  | 92  | −45  | 21  |                                          |
| 15  | Arcadia Vadu Crișului (R) | 28 | 2  | 0 | 26 | 12  | 138 | −126 | 6   | Relegation to Bihor County Championship  |

1. 1 2  Olimpia Salonta–Minerul Ștei 2–2; Minerul Ștei–Olimpia Salonta 2–2.
2. ↑  Lotus Băile Felix deducted 6 points.

Championship tie-breaker 
Minerul Ștei and Olimpia Salonta played a play-off match in order to determine the winner of Divizia D Bihor. The match tie-breaker was played on 19 June 2003 at Municipal Stadium in Oradea.
| Echipa 1     | Scor | Echipa 2        |
| ------------ | ---- | --------------- |
| Minerul Ștei | 2–1  | Olimpia Salonta |

### Caraș-Severin
| Loc | Echipa                    | MJ | V  | E | Î  | GM | GP | DG  | Pct | Promovare sau retrogradare                      |
| --- | ------------------------- | -- | -- | - | -- | -- | -- | --- | --- | ----------------------------------------------- |
| 1   | Caromet Caransebeș (C, P) | 28 | 23 | 4 | 1  | 58 | 11 | +47 | 73  | Promotion to Divizia C                          |
| 2   | Gloria Reșița             | 28 | 19 | 5 | 4  | 76 | 27 | +49 | 62  |                                                 |
| 3   | Arsenal Reșița            | 28 | 18 | 5 | 5  | 60 | 34 | +26 | 56  |                                                 |
| 4   | Universitatea Reșița      | 28 | 17 | 2 | 9  | 66 | 36 | +30 | 53  |                                                 |
| 5   | Muncitorul Reșița         | 28 | 12 | 3 | 13 | 50 | 51 | −1  | 39  |                                                 |
| 6   | Foresta Zăvoi             | 28 | 11 | 3 | 14 | 50 | 58 | −8  | 36  |                                                 |
| 7   | Hercules Băile Herculane  | 28 | 10 | 4 | 14 | 43 | 50 | −7  | 34  |                                                 |
| 8   | Berzasca                  | 28 | 9  | 7 | 12 | 42 | 48 | −6  | 34  |                                                 |
| 9   | Minerul Anina             | 28 | 9  | 7 | 12 | 41 | 38 | +3  | 34  |                                                 |
| 10  | Nera Bozovici             | 28 | 10 | 4 | 14 | 44 | 64 | −20 | 34  |                                                 |
| 11  | Timișul Slatina-Timiș     | 28 | 10 | 3 | 15 | 42 | 66 | −24 | 33  |                                                 |
| 12  | Metalul Bocșa             | 28 | 7  | 9 | 12 | 43 | 48 | −5  | 30  |                                                 |
| 13  | Oravița                   | 28 | 8  | 5 | 15 | 36 | 52 | −16 | 29  |                                                 |
| 14  | Dunărea Moldova Nouă      | 28 | 8  | 2 | 18 | 38 | 70 | −32 | 26  |                                                 |
| 15  | Energia Reșița (R)        | 28 | 6  | 3 | 19 | 31 | 50 | −19 | 21  | Relegation to Caraș-Severin County Championship |
| 16  | CFR Caransebeș (D)        | 0  | 0  | 0 | 0  | 0  | 0  | 0   | 0   | Withdrew                                        |

1. ↑  Arsenal Reșița deducted 3 points
2. ↑  CFR Caransebeș withdrew in the first part of the season and all its results were canceled.

### Covasna
Series I
| Loc | Echipa                  | MJ | V  | E | Î  | GM | GP  | DG  | Pct | Calificare sau retrogradare |
| --- | ----------------------- | -- | -- | - | -- | -- | --- | --- | --- | --------------------------- |
| 1   | Perkő Sânzieni (Q)      | 28 | 19 | 5 | 4  | 78 | 32  | +46 | 62  | Qualification to play-off   |
| 2   | IAS Câmpu Frumos (Q)    | 28 | 17 | 4 | 7  | 62 | 41  | +21 | 55  | Qualification to play-off   |
| 3   | Ojdula                  | 28 | 16 | 6 | 6  | 60 | 33  | +27 | 54  |                             |
| 4   | KSE Târgu Secuiesc      | 28 | 13 | 4 | 11 | 78 | 38  | +40 | 43  |                             |
| 5   | Nemere Ghelința         | 28 | 10 | 1 | 17 | 56 | 67  | −11 | 31  |                             |
| 6   | Progresul Sita Buzăului | 28 | 9  | 4 | 15 | 44 | 69  | −25 | 31  |                             |
| 7   | Moacșa                  | 28 | 7  | 7 | 14 | 39 | 54  | −15 | 28  |                             |
| 8   | Avântul Catalina        | 28 | 4  | 3 | 21 | 35 | 118 | −83 | 15  |                             |

Series II
| Loc | Echipa                          | MJ | V  | E  | Î  | GM | GP  | DG  | Pct | Calificare sau retrogradare |
| --- | ------------------------------- | -- | -- | -- | -- | -- | --- | --- | --- | --------------------------- |
| 1   | Ciucașul Întorsura Buzăului (Q) | 32 | 21 | 6  | 5  | 87 | 31  | +56 | 69  | Qualification to play-off   |
| 2   | Előre Tălișoara (Q)             | 32 | 19 | 5  | 8  | 77 | 28  | +49 | 62  | Qualification to play-off   |
| 3   | Prima Brăduț                    | 32 | 16 | 9  | 7  | 76 | 41  | +35 | 57  |                             |
| 4   | Stăruința Bodoc                 | 32 | 15 | 9  | 8  | 65 | 44  | +21 | 54  |                             |
| 5   | Micfalău                        | 32 | 13 | 2  | 17 | 57 | 82  | −25 | 41  |                             |
| 6   | Șoimii Baraolt                  | 32 | 10 | 6  | 16 | 56 | 60  | −4  | 36  |                             |
| 7   | Avântul Ilieni                  | 32 | 8  | 11 | 13 | 44 | 58  | −14 | 35  |                             |
| 8   | Victoria Ozun                   | 32 | 10 | 5  | 17 | 50 | 72  | −22 | 35  |                             |
| 9   | Spartacus Hăghig                | 32 | 3  | 5  | 24 | 32 | 128 | −96 | 14  |                             |

Championship play-off 
Table
| Loc | Echipa                      | MJ | V | E | Î | GM | GP | DG | Pct | Promovare              |
| --- | --------------------------- | -- | - | - | - | -- | -- | -- | --- | ---------------------- |
| 1   | Előre Tălișoara (C, P)      | 3  | 1 | 2 | 0 | 4  | 1  | +3 | 5   | Promotion to Divizia C |
| 2   | Ciucașul Întorsura Buzăului | 3  | 1 | 2 | 0 | 1  | 0  | +1 | 5   |                        |
| 3   | IAS Câmpu Frumos            | 3  | 0 | 3 | 0 | 2  | 2  | 0  | 3   |                        |
| 4   | Perkő Sânzieni              | 3  | 0 | 1 | 2 | 0  | 4  | −4 | 1   |                        |

Results
| 19 June 2003 | IAS Câmpu Frumos | 0–0 | Ciucașul Întorsura Buzăului | Bodoc |  |
|              |                  |     |                             |       |  |

| 19 June 2003 | Perkő Sânzieni | 0–3 | Előre Tălișoara | Valea Crișului |  |
|              |                |     |                 |                |  |

| 22 June 2003 | Előre Tălișoara | 0–0 | Ciucașul Întorsura Buzăului | Bodoc |  |
|              |                 |     |                             |       |  |

| 22 June 2003 | IAS Câmpu Frumos | 1–1 | Perkő Sânzieni | Valea Crișului |  |
|              |                  |     |                |                |  |

| 25 June 2003 | Perkő Sânzieni | 0–1 | Ciucașul Întorsura Buzăului | Bodoc |  |
|              |                |     |                             |       |  |

| 25 June 2003 | Előre Tălișoara | 1–1 | IAS Câmpu Frumos | Valea Crișului |  |
|              |                 |     |                  |                |  |

### Dolj
Team changes from previous season.
| Promoted to Divizia C - None | Relegated from Divizia C - None |

| Promoted from Dolj Elite Category - Progresul Ciupercenii Vechi (Seria I winners) - Tricolor Sadova (Seria II winners) - Unirea Podari (Seria III winners) - Progresul Segarcea (Play-off winners) | Relegated to Dolj Elite Category - Recolta Măceșu de Jos - MAT Segarcea (Dissolved) |

Other changes
- Aquaterm Filiași was spared from relegation and was renamed as ASO Filiași.
- CFR Marfă Craiova was renamed as Știința CFR Craiova.
- Spicul Unirea and ȘF "Gică Popescu" Craiova admitted in the place of Autobuzul Leamna and Victoria Plenița.

Table
| Loc | Echipa                      | MJ | V  | E | Î  | GM  | GP  | DG   | Pct | Promovare sau retrogradare           |
| --- | --------------------------- | -- | -- | - | -- | --- | --- | ---- | --- | ------------------------------------ |
| 1   | Știința CFR Craiova (C, P)  | 34 | 32 | 0 | 2  | 122 | 18  | +104 | 96  | Promotion to Divizia C               |
| 2   | Chimia Craiova              | 34 | 30 | 1 | 3  | 142 | 17  | +125 | 91  |                                      |
| 3   | Mârșani                     | 34 | 23 | 2 | 9  | 94  | 47  | +47  | 71  |                                      |
| 4   | Unirea Podari               | 34 | 18 | 7 | 9  | 74  | 36  | +38  | 61  |                                      |
| 5   | Victoria Călărași           | 34 | 19 | 3 | 12 | 81  | 50  | +31  | 60  |                                      |
| 6   | Progresul Ciupercenii Vechi | 34 | 16 | 4 | 14 | 59  | 63  | −4   | 52  |                                      |
| 7   | Avântul Ișalnița            | 34 | 15 | 5 | 14 | 71  | 47  | +24  | 50  |                                      |
| 8   | Unirea Tricolor Dăbuleni    | 34 | 15 | 4 | 15 | 60  | 66  | −6   | 49  |                                      |
| 9   | ȘF "Gică Popescu" Craiova   | 34 | 14 | 7 | 13 | 59  | 65  | −6   | 49  |                                      |
| 10  | Gaz Metan Pielești          | 34 | 13 | 7 | 14 | 53  | 56  | −3   | 46  |                                      |
| 11  | Recolta Ostroveni           | 34 | 13 | 6 | 15 | 65  | 67  | −2   | 45  |                                      |
| 12  | Tricolor Sadova             | 34 | 13 | 4 | 17 | 59  | 69  | −10  | 43  |                                      |
| 13  | Progresul Băilești          | 34 | 13 | 3 | 18 | 60  | 86  | −26  | 42  |                                      |
| 14  | Vânătorul Desa (O)          | 34 | 11 | 7 | 16 | 52  | 79  | −27  | 40  | Qualification to relegation play-out |
| 15  | Portul Bechet (O)           | 34 | 10 | 5 | 19 | 44  | 83  | −39  | 35  | Qualification to relegation play-out |
| 16  | Filiași (O)                 | 34 | 7  | 6 | 21 | 48  | 90  | −42  | 27  | Qualification to relegation play-out |
| 17  | Progresul Segarcea (R)      | 34 | 4  | 4 | 26 | 33  | 117 | −84  | 16  | Relegation to Dolj Elite Category    |
| 18  | Spicul Unirea (R)           | 34 | 2  | 1 | 31 | 29  | 146 | −117 | 7   | Relegation to Dolj Elite Category    |

1. 1 2  The match Chimia — Știința CFR Craiova 3–1, from the last round, was homologated 0–3.[12]

Relegation play-out 
The 14th, 15th and 16th-placed teams of the Divizia D faces the 2nd placed teams from the three series of Dolj Elite Category. The matches was played on 21 June 2003, at Craiova on Constructorul, Combinat and Armata Grounds.
| Echipa 1       | Scor     | Echipa 2           |
| -------------- | -------- | ------------------ |
| Vânătorul Desa | 2–1 d.p. | Recolta Urzicuța   |
| Portul Bechet  | 8–1      | Fulgerul Mârșani   |
| Filiași        | 2–1      | Amaradia Melinești |

### Galați
| Loc | Echipa                         | MJ | V  | E | Î  | GM  | GP  | DG  | Pct | Promovare sau retrogradare               |
| --- | ------------------------------ | -- | -- | - | -- | --- | --- | --- | --- | ---------------------------------------- |
| 1   | Viitorul Costache Negri (C, P) | 30 | 25 | 2 | 3  | 107 | 24  | +83 | 77  | Promotion to Divizia C                   |
| 2   | Sporting Tecuci                | 30 | 21 | 1 | 8  | 92  | 40  | +52 | 64  |                                          |
| 3   | Sporting Șivița                | 30 | 20 | 3 | 7  | 100 | 39  | +61 | 63  |                                          |
| 4   | Dunărea Galați II              | 30 | 19 | 1 | 10 | 106 | 45  | +61 | 58  |                                          |
| 5   | Bujorii Târgu Bujor            | 30 | 18 | 3 | 9  | 58  | 42  | +16 | 57  |                                          |
| 6   | Hidraulic Galați               | 30 | 16 | 4 | 10 | 67  | 35  | +32 | 52  |                                          |
| 7   | Dueta Fântânele                | 30 | 14 | 3 | 13 | 42  | 56  | −14 | 45  |                                          |
| 8   | Dunis Ivești                   | 30 | 13 | 4 | 13 | 53  | 49  | +4  | 43  |                                          |
| 9   | Voința Liești                  | 30 | 12 | 5 | 13 | 46  | 60  | −14 | 41  |                                          |
| 10  | Metalosport Galați             | 30 | 10 | 4 | 16 | 39  | 54  | −15 | 34  |                                          |
| 11  | Voința Cudalbi                 | 30 | 11 | 1 | 18 | 43  | 77  | −34 | 34  |                                          |
| 12  | Viitorul Berești               | 30 | 9  | 6 | 15 | 38  | 67  | −29 | 33  |                                          |
| 13  | Mălina Smârdan                 | 30 | 10 | 2 | 18 | 54  | 87  | −33 | 32  |                                          |
| 14  | Muncitorul Ghidigeni           | 30 | 10 | 1 | 19 | 47  | 71  | −24 | 31  |                                          |
| 15  | Progresul Măstăcani            | 30 | 5  | 3 | 22 | 39  | 123 | −84 | 18  |                                          |
| 16  | Dunărea Fantastic (R)          | 30 | 5  | 1 | 24 | 21  | 83  | −62 | 16  | Relegation to Galați County Championship |

1. ↑  Dunărea Fantastic withdrew in the second part of the season and lost all remaining matches with 0–3.

### Maramureș
North Series
| Loc | Echipa                        | MJ | V  | E | Î  | GM | GP | DG  | Pct | Calificare sau retrogradare         |
| --- | ----------------------------- | -- | -- | - | -- | -- | -- | --- | --- | ----------------------------------- |
| 1   | Kosziszbur Ocna Șugatag       | 22 | 16 | 5 | 1  | 76 | 32 | +44 | 53  | Qualification to championship final |
| 2   | Iza Dragomirești              | 22 | 13 | 1 | 8  | 76 | 50 | +26 | 40  |                                     |
| 3   | Minerul Cavnic                | 22 | 10 | 5 | 7  | 53 | 40 | +13 | 35  |                                     |
| 4   | Speranța Vișeu de Jos         | 22 | 9  | 2 | 11 | 43 | 42 | +1  | 29  |                                     |
|     |                               |    |    |   |    |    |    |     |     |                                     |
| 5   | Bradul Vișeu de Sus           | 16 | 7  | 4 | 5  | 44 | 31 | +13 | 25  |                                     |
| 6   | Zorile Moisei                 | 16 | 5  | 5 | 6  | 37 | 43 | −6  | 20  |                                     |
| 7   | Minerul Borșa                 | 16 | 6  | 1 | 9  | 29 | 41 | −12 | 19  |                                     |
| 8   | Marmația Sighetu Marmației II | 16 | 5  | 1 | 10 | 26 | 48 | −22 | 16  |                                     |
| 9   | CSȘ Sighetu Marmației         | 16 | 1  | 0 | 15 | 19 | 72 | −53 | 3   |                                     |

1. ↑  After 16 matches, the best four teams qualify for series play-off.

South Series
| Loc | Echipa                     | MJ | V  | E | Î  | GM | GP | DG  | Pct | Calificare sau retrogradare         |
| --- | -------------------------- | -- | -- | - | -- | -- | -- | --- | --- | ----------------------------------- |
| 1   | Gloria Renel Baia Mare (Q) | 22 | 16 | 4 | 2  | 68 | 15 | +53 | 52  | Qualification to championship final |
| 2   | Minerul Băiuț              | 22 | 16 | 4 | 2  | 51 | 10 | +41 | 52  |                                     |
| 3   | Spicul Ardusat             | 22 | 14 | 1 | 7  | 61 | 30 | +31 | 43  |                                     |
| 4   | Independența Baia Mare     | 22 | 14 | 1 | 7  | 39 | 36 | +3  | 43  |                                     |
| 5   | Minerul Băița              | 22 | 12 | 4 | 6  | 61 | 28 | +33 | 40  |                                     |
| 6   | Lăpușul Târgu Lăpuș        | 22 | 9  | 4 | 9  | 32 | 33 | −1  | 31  |                                     |
| 7   | Moeller Fărcașa            | 22 | 8  | 4 | 10 | 37 | 45 | −8  | 28  |                                     |
| 8   | Viorel Mateianu Baia Mare  | 22 | 8  | 2 | 12 | 31 | 36 | −5  | 26  |                                     |
| 9   | Phoenix Baia Mare          | 22 | 8  | 0 | 14 | 36 | 49 | −13 | 24  |                                     |
| 10  | Sporting Baia Mare         | 22 | 8  | 0 | 14 | 30 | 44 | −14 | 24  |                                     |
| 11  | Progresul Șomcuta Mare     | 22 | 4  | 1 | 17 | 36 | 78 | −42 | 13  |                                     |
| 12  | GSC Baia Mare              | 22 | 0  | 1 | 21 | 11 | 89 | −78 | 1   |                                     |

Championship final 
The championship final was played at Dealul Florilor Stadium in Baia Mare.
| Echipa 1               | Scor | Echipa 2                |
| ---------------------- | ---- | ----------------------- |
| Gloria Renel Baia Mare | 3–2  | Kosziszbur Ocna Șugatag |

Gloria Renel Baia Mare won the Liga IV Maramureș County and promoted to Divizia C.

### Mureș
| Loc | Echipa                            | MJ | V  | E | Î  | GM | GP | DG  | Pct | Calificare sau retrogradare |
| --- | --------------------------------- | -- | -- | - | -- | -- | -- | --- | --- | --------------------------- |
| 1   | Lacul Ursu Mobila Sovata (Q)      | 20 | 13 | 5 | 2  | 49 | 15 | +34 | 44  | Qualification to play-off   |
| 2   | Mureșul Romvelo Luduș (Q)         | 20 | 13 | 3 | 4  | 49 | 11 | +38 | 42  | Qualification to play-off   |
| 3   | Dealu Mare Sighișoara (Q)         | 20 | 11 | 6 | 3  | 46 | 19 | +27 | 39  | Qualification to play-off   |
| 4   | Gliga Companies Reghin (Q)        | 20 | 11 | 3 | 6  | 37 | 17 | +20 | 36  | Qualification to play-off   |
| 5   | Mureșul Târgu Mureș (Q)           | 20 | 10 | 5 | 5  | 27 | 18 | +9  | 35  | Qualification to play-off   |
| 6   | Trans-Sil Sântana de Mureș        | 20 | 9  | 4 | 7  | 30 | 20 | +10 | 31  |                             |
| 7   | Iernut                            | 20 | 9  | 2 | 9  | 20 | 32 | −12 | 29  |                             |
| 8   | Târnava Mică Sângeorgiu de Pădure | 20 | 7  | 3 | 10 | 28 | 30 | −2  | 24  |                             |
| 9   | Avântul Miheșu de Câmpie          | 20 | 7  | 1 | 12 | 32 | 44 | −12 | 22  |                             |
| 10  | Dalia Reghin                      | 20 | 2  | 1 | 17 | 13 | 59 | −46 | 7   |                             |
| 11  | Mureșul Chirileu                  | 20 | 2  | 0 | 18 | 16 | 82 | −66 | 6   |                             |

Championship play-off 
| Loc | Echipa                          | MJ | V  | E | Î  | GM | GP | DG  | Pct | Promovare              |
| --- | ------------------------------- | -- | -- | - | -- | -- | -- | --- | --- | ---------------------- |
| 1   | Lacul Ursu Mobila Sovata (C, P) | 16 | 13 | 3 | 0  | 38 | 7  | +31 | 42  | Promotion to Divizia C |
| 2   | Mureșul Romvelo Luduș           | 16 | 8  | 2 | 6  | 33 | 20 | +13 | 26  |                        |
| 3   | Dealu Mare Sighișoara           | 16 | 5  | 3 | 8  | 25 | 34 | −9  | 18  |                        |
| 4   | Gliga Companies Reghin          | 16 | 5  | 2 | 9  | 20 | 21 | −1  | 17  |                        |
| 5   | Mureșul Târgu Mureș             | 16 | 3  | 2 | 11 | 11 | 45 | −34 | 11  |                        |

### Neamț
Seria I
| Loc | Echipa                 | MJ | V  | E | Î  | GM | GP  | DG  | Pct | Calificare sau retrogradare |
| --- | ---------------------- | -- | -- | - | -- | -- | --- | --- | --- | --------------------------- |
| 1   | Biruința Negrești (Q)  | 28 | 21 | 3 | 4  | 99 | 33  | +66 | 66  | Qualification to final      |
| 2   | Vulturul Zănești       | 28 | 20 | 3 | 5  | 91 | 32  | +59 | 63  |                             |
| 3   | Unirea Negrești        | 28 | 17 | 2 | 9  | 77 | 46  | +31 | 53  |                             |
| 4   | Viitorul Podoleni      | 28 | 16 | 1 | 11 | 80 | 46  | +34 | 49  |                             |
| 5   | Bradul Roznov          | 28 | 13 | 3 | 12 | 80 | 46  | +34 | 42  |                             |
| 6   | Inter Gârcina          | 28 | 8  | 3 | 17 | 47 | 98  | −51 | 27  |                             |
| 7   | Gloria Ștefan cel Mare | 28 | 4  | 2 | 22 | 35 | 124 | −89 | 14  |                             |
| 8   | Voința Rediu           | 28 | 3  | 3 | 22 | 34 | 118 | −84 | 12  |                             |

Series II
| Loc | Echipa                 | MJ | V  | E | Î  | GM  | GP  | DG  | Pct | Calificare sau retrogradare |
| --- | ---------------------- | -- | -- | - | -- | --- | --- | --- | --- | --------------------------- |
| 1   | Laminorul Roman II (Q) | 28 | 23 | 3 | 2  | 112 | 29  | +83 | 72  | Qualification to final      |
| 2   | Biruința Gherăiești    | 28 | 17 | 1 | 10 | 82  | 60  | +22 | 52  |                             |
| 3   | Spicul Tămășeni        | 28 | 14 | 4 | 10 | 81  | 66  | +15 | 46  |                             |
| 4   | Zimbrul Pâncești       | 28 | 13 | 4 | 11 | 66  | 82  | −16 | 43  |                             |
| 5   | Speranța Răucești      | 28 | 13 | 3 | 12 | 76  | 72  | +4  | 42  |                             |
| 6   | Grumăzești             | 28 | 9  | 5 | 14 | 59  | 58  | +1  | 32  |                             |
| 7   | Lorisim Făurei         | 28 | 5  | 5 | 18 | 38  | 86  | −48 | 20  |                             |
| 8   | Franceska Răchiteni    | 28 | 3  | 5 | 20 | 49  | 110 | −61 | 14  |                             |

Championship final 
| Echipa 1          | Scor gen. | Echipa 2           | Tur | Retur |
| ----------------- | --------- | ------------------ | --- | ----- |
| Biruința Negrești | 1–8       | Laminorul Roman II | 1–5 | 0–3   |

Laminorul Roman II won Divizia D Neamț and promoted to Divizia C.

### Timiș
| Loc | Echipa                     | MJ | V  | E | Î  | GM  | GP  | DG  | Pct | Promovare                               |
| --- | -------------------------- | -- | -- | - | -- | --- | --- | --- | --- | --------------------------------------- |
| 1   | CFR Timișoara (C, P)       | 30 | 22 | 6 | 2  | 104 | 21  | +83 | 72  | Promotion to Divizia C                  |
| 2   | Furnirul Deta              | 30 | 20 | 3 | 7  | 81  | 40  | +41 | 63  |                                         |
| 3   | Calor Timișoara            | 30 | 18 | 8 | 4  | 64  | 31  | +33 | 62  |                                         |
| 4   | Textila Timișoara          | 30 | 19 | 3 | 8  | 77  | 42  | +35 | 60  |                                         |
| 5   | Jimbolia                   | 30 | 18 | 5 | 7  | 74  | 29  | +45 | 59  |                                         |
| 6   | Auto UMT Timișoara         | 30 | 18 | 5 | 7  | 69  | 27  | +42 | 59  |                                         |
| 7   | Unirea Banloc              | 30 | 14 | 8 | 8  | 45  | 47  | −2  | 50  |                                         |
| 8   | Telecom Timișul Șag        | 30 | 12 | 5 | 13 | 49  | 47  | +2  | 41  |                                         |
| 9   | Unirea Sânnicolau Mare     | 30 | 11 | 7 | 12 | 48  | 65  | −17 | 40  |                                         |
| 10  | Bega Belinț                | 30 | 10 | 9 | 11 | 57  | 53  | +4  | 39  |                                         |
| 11  | Comprest Lugoj             | 30 | 11 | 5 | 14 | 51  | 48  | +3  | 38  |                                         |
| 12  | Frola Sânandrei            | 30 | 8  | 5 | 17 | 25  | 54  | −29 | 29  |                                         |
| 13  | Plavii Delia Sânpetru Mare | 30 | 5  | 5 | 20 | 32  | 68  | −36 | 20  |                                         |
| 14  | Voința 2000 Timișoara      | 30 | 6  | 2 | 22 | 34  | 85  | −51 | 20  |                                         |
| 15  | Tipomic Timișoara (R)      | 30 | 3  | 5 | 22 | 34  | 96  | −62 | 14  | Relegation to Timiș County Championship |
| 16  | Spartak Gottlob (R)        | 30 | 2  | 5 | 23 | 33  | 119 | −86 | 11  | Relegation to Timiș County Championship |

1. ↑  Frola Sânandrei started the championship as Frola Bancom Comloșu Mare, but was moved and renamed before the start of the second part.